# Pep de l'Horta
Pep de l'Horta fou un líder revolucionari camperol en la revolta dels llauradors de 1801 al País Valencià, especialment a la comarca de l'Horta. Pep era el líder simbòlic dels camperols en la revolta contra els privilegis nobiliaris, una revolta que va comptar amb el suport de la burgesia i els artesans de la ciutat de València. Pep de l'Horta convocava a la batalla amb un instrument popular, la cargola. Existeix una cançó feta en el seu homenatge.